# Hilara lapponica
Hilara lapponica is een vliegensoort uit de familie van de dansvliegen (Empididae). De wetenschappelijke naam van de soort is voor het eerst geldig gepubliceerd in 2002 door Chvala.